# Camunni

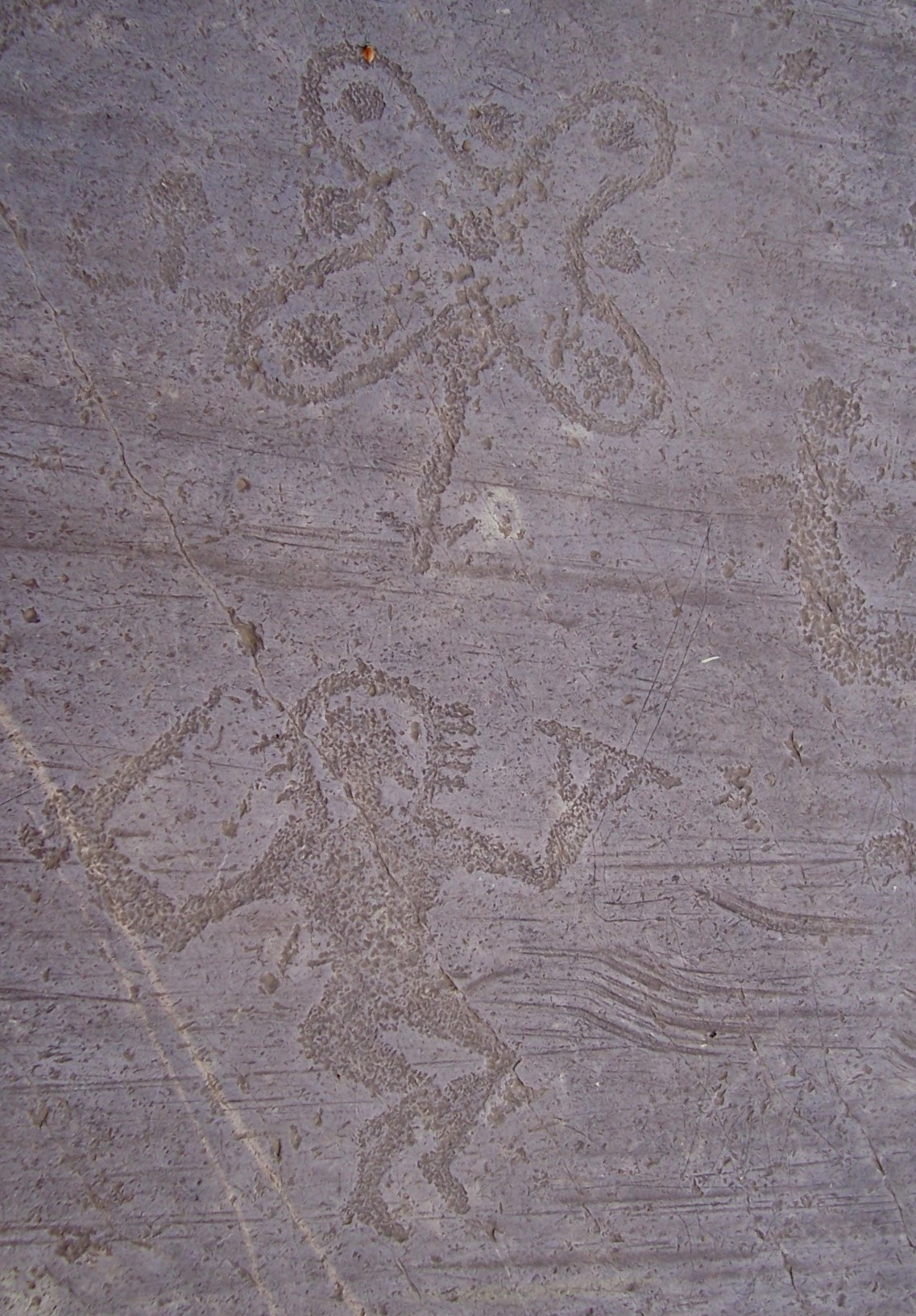
Art rupestre du Valcamonica : rose camunienne et deux personnages (un à martellina, l'autre en graffiti)

Les Camuni sont un peuple de l'âge du fer (Ier millénaire av. J.-C.) essentiellement localisé dans le Val Camonica. Ils sont aussi appelés anciens Camuni ou Camunes, pour les distinguer des habitants actuels de la vallée (les Camuni). Les Camunni sont parmi les plus grands producteurs d'art rupestre en Europe, leur nom est lié aux célèbres gravures rupestres du Val Camonica.
Les Camunni (en grec antique d'après Strabon Καμοῦνοι ou Καμούννιοι pour Dion Cassius) sont mentionnés par les sources classiques de l'historiographie du Ier siècle av. J.-C.
Conquis par Rome dans les dernières années du Ier siècle av. J.-C., les Camunni sont progressivement intégrés dans les structures politiques et sociales de l'Empire romain, avec un processus rapide de latinisation, tant par leur auto-gouvernement (Res Publica Camunnorum) que par l'octroi de la citoyenneté romaine depuis la seconde moitié du Ier siècle.

## Historique

### Les Camunni dans les sources classiques
L'historien grec Strabon (vers 63/64 av. J.-C. - 24 apr. J.-C.) a décrit le peuple des Camunni comme une partie des peuples rhétiques et l'a rapproché des Lépontiens, qui étaient des descendants de Celtes :

« Ἑξῆς δὲ τὰ πρὸς ἕω μέρη τῶν ὀρῶν καὶ τὰ ἐπιστρέφοντα πρὸς νότον Ῥαιτοὶ καὶ Ὀυινδολικοὶ κατέχουσι, συνάπτοντες Ἐλουηττίοις καὶ Βοίοις· ἐπίκεινται γὰρ τοῖς ἐκείνων πεδίοις. Οἱ μὲν οὖν Ῥαιτοὶ μέχρι τῆς Ἰταλίας καθήκουσι τῆς ὑπὲρ Οὐήρωνος καὶ Κώμου. Καὶ ὅ γε Ῥαιτικὸς οἶνος, τῶν ἐν τοῖς Ἰταλικοῖς ἐπαινουμένων οὐκ ἀπολείπεσθαι δοκῶν, ἐν ταῖς τούτων ὑπωρείαις γίνεται· διατείνουσι δὲ καὶ μέχρι τῶν χωρίων, δι' ὧν ὁ Ῥῆνος φέρεται· τούτου δ' εἰσὶ τοῦ φύλου καὶ Ληπόντιοι καὶ Καμοῦνοι. Οἱ δὲ Ὀυινδολικοὶ καὶ Νωρικοὶ τὴν ἐκτὸς παρώρειαν κατέχουσι τὸ πλέον· μετὰ Βρεύνων καὶ Γεναύνων, ἤδη τούτων Ἰλλυριῶν. Ἅπαντες δ' οὗτοι καὶ τῆς Ἰταλίας τὰ γειτονεύοντα μέρη κατέτρεχον ἀεὶ καὶ τῆς Ἐλουηττίων καὶ Σηκοανῶν καὶ Βοίων καὶ Γερμανῶν. Ἰταμώτατοι δὲ τῶν μὲν Ὀυινδολικῶν ἐξητάζοντο Λικάττιοι καὶ Κλαυτηνάτιοι καὶ Ὀυέννωνες, τῶν δὲ Ῥαιτῶν Ῥουκάντιοι καὶ Κωτουάντιοι. »

— Strabon,  Géographie, IV, 6.8
L'historien romain Pline l'Ancien (23-79 apr. J.-C.), citant les Origines de Caton l'Ancien (234-149 av. J.-C.), parlait plutôt des Camunni comme l'une de nombreuses tribus Euganiennes :

« Verso deinde in Italiam pectore Alpium Latini iuris Euganeae gentes, quarum oppida XXXIIII enumerat Cato. ex iis Trumplini, venalis cum agris suis populus, dein Camunni conpluresque similes finitimis adtributi municipis »

— Pline l'Ancien, Naturalis Historia, III.133-134

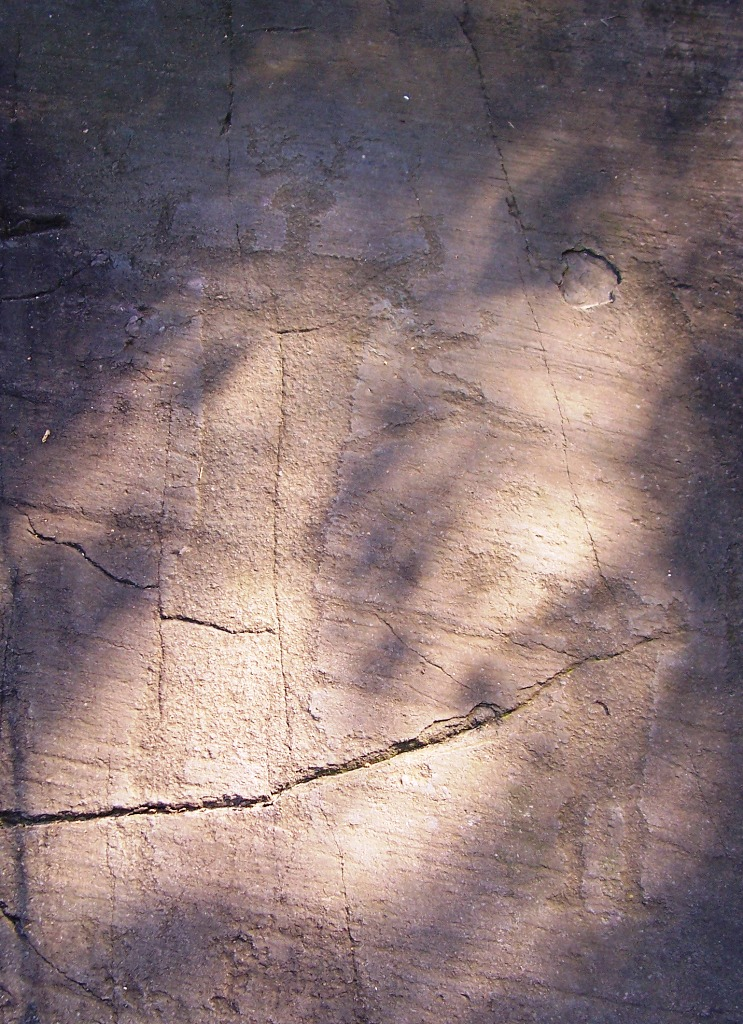
Cernunnos sur une gravure rupestre dans le parc national de la Naquane (Capo di Ponte)

Ils sont mentionnés sur le Trophée des Alpes élevé en -7 av J.C. en l'honneur de l'empereur Auguste.

« IMP · CAESARI DIVI FILIO AVG · PONT · MAX · IMP · XIIII · TR · POT · XVII · S · P · Q · R · QVOD EIVS DVCTV AVSPICIISQVE GENTES ALPINAE OMNES QVAE A MARI SVPERO AD INFERVM PERTINEBANT SVB IMPERIVM P · R · SVNT REDACTAE · GENTES ALPINAE DEVICTAE TRVMPILINI · CAMVNNI · VENOSTES · VENNONETES · ISARCI · BREVNI · GENAVNES · FOCVNATES · VINDELICORVM GENTES QVATTVOR · COSVANETES · RVCINATES · LICATES · CATENATES · AMBISONTES · RVGVSCI · SVANETES · CALVCONES · BRIXENETES · LEPONTI · VBERI · NANTVATES · SEDVNI · VARAGRI · SALASSI · ACITAVONES · MEDVLLI · CENNI · CATVRIGES · BRIGIANI · SOGIONTI · BRODIONTI · NEMALONI · EDENATES · VESVBIANI · VEAMINI · GALLITAE · TRIVLLATI · ECDINI · VERGVNNI · EGVITVRI · NEMATVRI · ORATELLI · NERVSI · VELAVNI · SVETRI »

Traduction :

« À Auguste, fils du divin imperator César, grand pontife, imperator pour la XIVe fois, investi de la puissance tribunitienne pour la XVIIe fois, le Sénat et le Peuple romain ont fait ce monument, en mémoire de ce que, sous ses ordres et ses auspices, tous les peuples alpins, qui s'étendaient de la mer Supérieure jusqu'à la mer Inférieure, ont été placés sous domination. Peuples alpins vaincus : les Triumpilins, les Camunni, les Vénostes, les Vennonètes, les Isarciens, les Breunes, les Génaunes, les Focunates, quatre nations vindéliciennes, les Consuanètes, les Rucinates, les Licates, les Caténates, les Ambisuntes, les Rugusces, les Suanètes, les Calucons, les Brixentes, les Lépontiens, les Ubères, les Nantuates, les Sédunes, les Véragres, les Salasses, les Acitavons, les Médulles, les Ucènes, les Caturiges, les Brigians, les Sogiontiques, les Brodiontiques, les Nemaloni, les Édenates, les Ésubiens, les Véamins, les Gallites, les Triulattes, les Ectins, les Vergunni, les Éguitures, les Némentures, les Oratelles, les Néruses, les Vélaunes, les Suetrii. »

.

### Contacts avec les Étrusques et les Celtes
Vers le Ve siècle av. J.-C., les Étrusques, déjà largement répandus dans la vallée du Pô, ont eu des contacts avec les populations alpines. Des traces de l'influence de cette culture sont aisément perceptibles, notamment par l'adoption d'une variante septentrionale de l'alphabet étrusque connu sous le nom d'alphabet camunien. Cette tradition épigraphique est attestée par plus de deux cents inscriptions, essentiellement gravées dans la roche.
Néanmoins, l'ethno-anthropologue Giovanni Marro (it) a soutenu que l'alphabet étrusque pourrait être une variante, simplifiée d'un alphabet camunien beaucoup plus ancien, fondateur du Musée anthropologique de Turin.
Vers le IVe siècle av. J.-C., sont arrivés en Italie les Celtes gaulois qui, venant de la Gaule transalpine, se sont installés dans la plaine du Pô et sont entrés en contact avec la population camunienne, ce qui peut expliquer la présence, parmi les sculptures de pierre du Val Camonica des figures de divinités celtiques telle que Cernunnos. Toutefois, les Camunni étaient déjà en contact avec un peuple celtique, la culture de Golasecca, antérieure à l'invasion gauloise.

### La conquête romaine

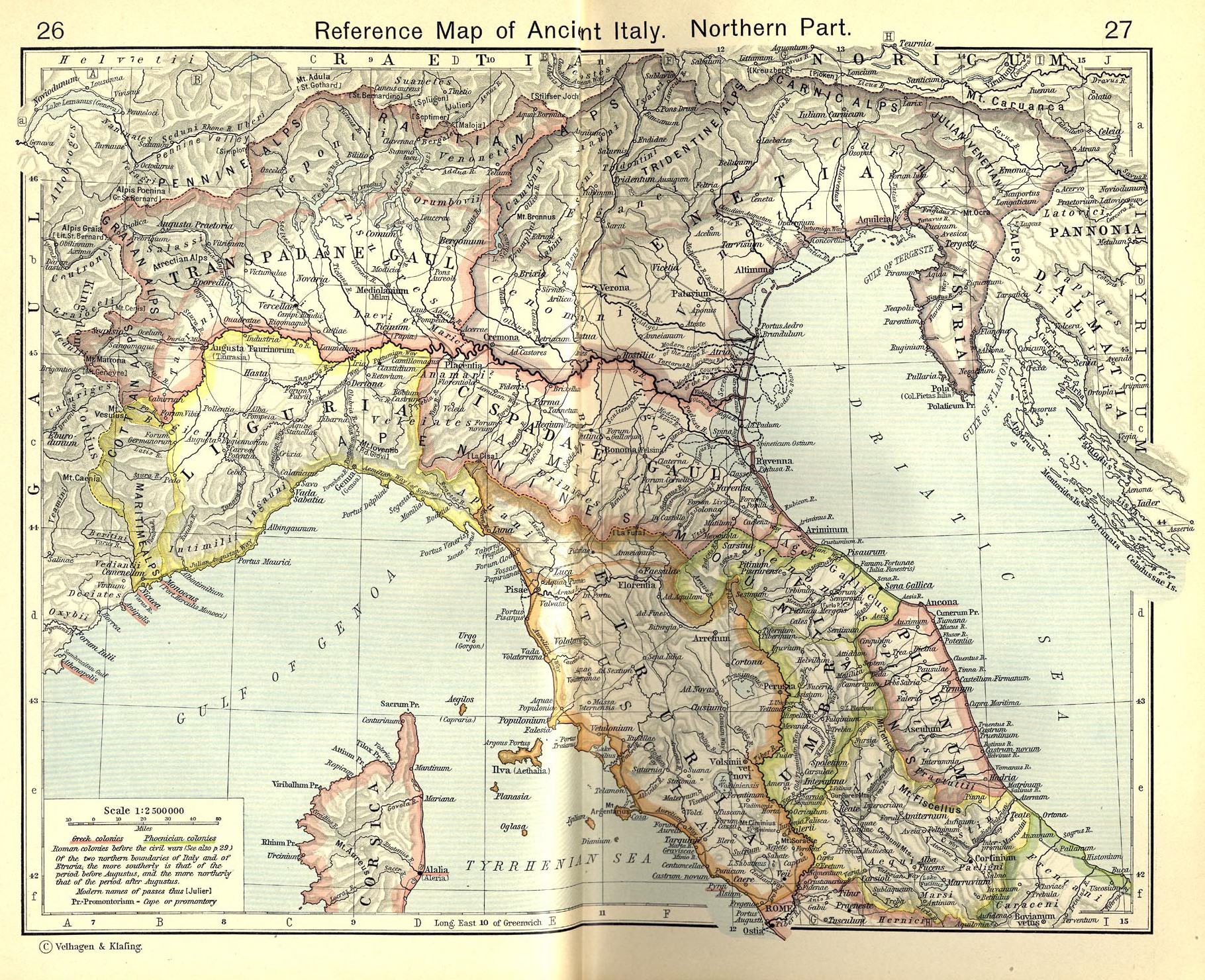
Nordthern Italie conformément à l ' Atlas historique, le Camunni sont dans le secteur nord-ouest de la Vénétie

Le Val Camonica a été soumis à Rome dans le cadre de la conquête romaine de la Rhétie et de l'arc alpin, entreprise par Auguste et dirigée par ses généraux et fils adoptifs Drusus et Tibère à partir de 16/15 av. J.-C.
L'action de la conquête romaine est également mentionnée par l'historien romain du grec Dion Cassius (155 o 163/164, après 229 apr. J.-C.) :

« καὶ γὰρ Καμούννιοι καὶ Ὁέννιοι αλπικα γένη, όπλα τε αντηραντο καὶ νικηθέντες aπο Ποιβλιο Σιλίου εχειρώθησαν. »

— Dion Cassius, Historia romana, liv XX
et est célébrée dans le Trophée des Alpes ("Tropaeum Alpium"), monument érigé en 7-6 av. J.-C., situé sur l'actuelle commune française de La Turbie, et sur lequel est rapporté le nom des peuples alpins vaincus lors de la conquête :

« À l'empereur César Auguste, fils du divin Jules, Grand pontife, Imperator pour la XIVe fois, investi de la puissance tribunitienne pour la XVIIe fois, le Sénat et le peuple romain ont fait ce monument, en mémoire de ce que, sous ses ordres et ses auspices, tous les peuples alpins, qui s'étendaient de la mer Supérieure jusqu'à la mer Inférieure, ont été soumis à l'Empire romain. Peuples alpins vaincus : les Triumpilins, les Camunes, les Vénostes, les Vennonètes, les Isarciens, les Breunes, les Génaunes, les Focunates, quatre nations vindéliciennes, les Consuanètes, les Rucinates, les Licates, les Caténates, les Ambisuntes, les Rugusces, les Suanètes, les Calucons, les Brixentes, les Lépontiens, les Vibères, les Nantuates, les Sédunes, les Véragres, les Salasses, les Acitavons, les Médulles, les Ucènes, les Caturiges, les Brigians, les Sogiontiens, les Brodiontiens, les Némalones, les Édénates, les Ésubians, les Véamins, les Gallites, les Triulattes, les Ectins, les Vergunnes, les Éguitures, les Némentures, les Oratelles, les Néruses, les Vélaunes, les Suètres. »

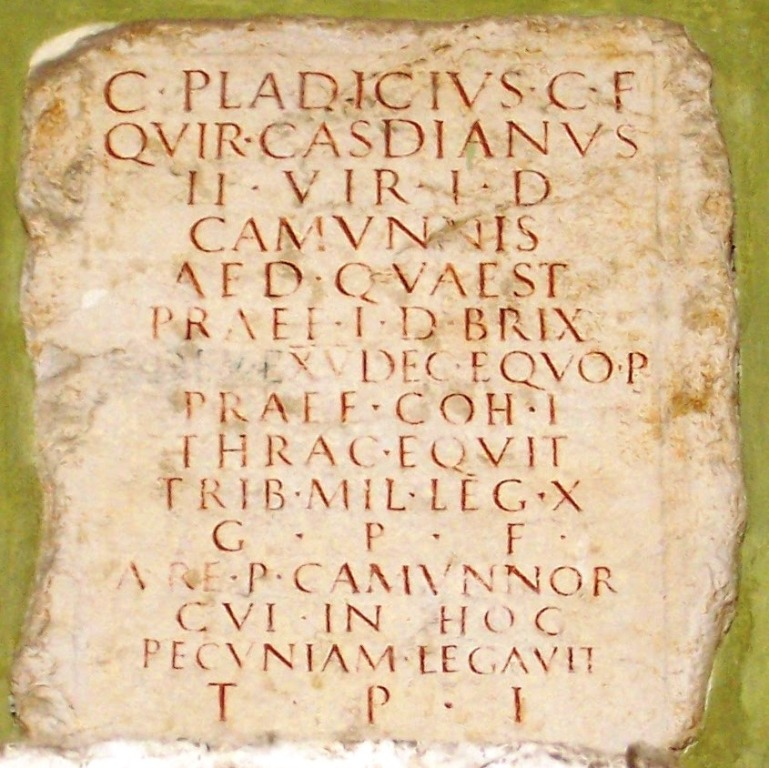
Inscription d'époque romaine découverte à Cividate Camuno, contenant les termes : (ina), and (ublica) (um)

Après la conquête romaine, les Camunni sont rattachés, suivant la pratique de l' adtributio, à la cité la plus proche tout en conservant leur propre constitution en tribu. La cité, probablement Brixia, est ainsi devenue le chef-lieu administratif, judiciaire et fiscal des Camunni. Leur statut, à ce moment-là, est celui de peregrinus, Les Camunni obtiennent ensuite la citoyenneté romaine puis, sous le règne des Flaviens sont incorporés à la tribu des Quirina, mais ils conservent néanmoins une relative autonomie. Leur civitas est mentionnée comme la Res Publica Camunnorum.
Civitas Camunnorum (Cividate Camuno), ville fondée par les Romains vers 23 av. J.-C., pendant le principat de Tibère, est le principal centre de romanisation. À partir du Ier siècle, les Camunni sont déjà inclus dans les structures politiques et sociales romaines, comme l'attestent les nombreux témoignages de légionnaires, artisans et même de gladiateurs d'origine camunienne dans plusieurs domaines de l'Empire romain. Même la religion, à travers le mécanisme de l'interpretatio Romana, opère un syncrétisme avec la religion romaine.

## Art rupestre et religion
Le territoire des Camunni est caractérisé par une pratique ancestrale de l'art rupestre. Cette pratique est susceptible d'avoir été liée à la religion, par le biais de rituels, de fêtes commémoratives, initiatiques ou propitiatoires.
Pour la période romaine a été découvert en 1986 à Breno, sur le site archéologique de Spinera un sanctuaire dédié à Minerve et finement décoré de mosaïques. Ce sanctuaire élevé au cours du Ier siècle de notre ère a été en activité jusqu'au Ve siècle. À cette date, la religion chrétienne s'impose dans la région. Nous assistons alors à la destruction des anciens lieux de culte, avec la suppression des statues stèles d'Ossimo et Cemmo et l'incendie du sanctuaire de Minerve.

## Langue
Les témoignages de la langue parlée par les Camunni sont rares et non déchiffrés : parmi les dessins rupestres de Valcamonica il y a des inscriptions écrites en langue camunienne. Nos connaissances restent trop incertaines pour être en mesure de déterminer si elle appartient à une famille de langues plus large.
La langue camunienne est connue uniquement par un corpus épigraphique gravé sur roche faisant partie des sculptures de pierre du Valcamonica. Ce corpus est rédigé en une variante de l'alphabet étrusque septentrional, connu comme alphabet camunien ou encore alphabet de Sondrio.
Il est probable que la langue camunienne soit en relation avec la rhétienne[réf. nécessaire].
En 2017, Elisa de Vaugüé soutient que la présence de graphèmes phéniciens et de proto-runes nordiques dans l'écriture camunienne, renforcée par la présence locale d'un haplogroupe R1b-L11 amène à formuler l'hypothèse que les Camuniens seraient dérivés des Indo-européens proto-celto-germaniques à l'origine des civilisations celtes et germaniques, par une migration il y a environ 5000 ans, des populations de la culture d'Unétice, elles-mêmes provenant probablement, ainsi que le démontrent les études génétiques, des cavaliers Yamna des steppes[source insuffisante].
En 2019, il apparait que ce système camunien, tirerait aussi ses origines, d'après l'étude de 7 de ses graphèmes, des 32 symboles retrouvés dans les grottes européennes depuis 30 000 ans, par la paléo-anthropologue canadienne Genevieve Von Petzinger, qui pourrait être un proto-langage, et un proto-alphabet néandertalien[source insuffisante].

### Sources primaires
- Dion Cassius, Histoire romaine
- Pline l'Ancien, Naturalis Historia
- Strabon, Geografia
- Trophée des Alpes

### Littérature historiographique
- (it) Mariotti Valeria, Il teatro e l'anfiteatro di Cividate Camuno, Florence, Arti grafiche BMB, 2004. (ISBN 978-88-7814-254-1)
- (it) Lanfranco de Clari, Il mito della celticità dei Leponti. Riesame storico, linguistico e genetico di un ipotesi senza gambe, Milan, 2004.  (ISBN 88 900 717-1-0)
- (de) Brunner Linus, Toth Alfred. Die Rätische Sprache enträtzelt, Amt für Kulturpflege des Kantons St Gallen, 1987.
- (en + it) Cavalli Sforza L.L., Menozzi P., Piazza A., History and geography of human genes, Princeton U. Press, 1994. Édition italienne mise à jour avec la carte génétique de l'Italie, Milan, Adelfi Edizioni, 2000.